# هماهنگی حرکتی

هماهنگی حرکتی نشان داده شده در این توالی متحرک توسط Eadweard Muybridge از پرتاب یک دیسک توسط خودش

 ترکیب حرکات بدن تولیدشده توسط پارامترهای سینماتیک (مانند جهت فضایی) و سینتیک (مانند نیرو) فعالیت‌های معین را نتیجه می‌دهد. هماهنگی حرکتی هنگامی ایجادمی‌شود که بخش‌های بعدی فعالیت مشابه یا فعالیت‌های چندین عضو یا بخش بدن در یک رفتار به موقع، روان و کارآمد با توجه به هدف معین ترکیب شده باشند. این شامل یکپارچگی اطلاعات حس عمقی دربارهٔ موقعیت و حرکت سیستم اسکلتی-عضلانی با فرایندهای عصبی در مغز و نخاع است که برنامه‌ریزی و بازپخش فرمان‌های حرکتی را کنترل می‌کند. مخچه یک نقش بحرانی در کنترل عصبی حرکات ایفا می‌کند و آسیب به این قسمت از مغز یا ساختارها و مسیرهای متصل به آن به اختلال در هماهنگی منجر می‌شود که به آن آتاکسی می‌گویند.

## ویژگی‌ها

### بازتولید نادقیق
توانایی ایستادن، ریختن آب در یک لیوان، راه رفتن، دردست گرفتن یک خودکار مثال‌هایی از سهولت هماهنگی حرکتی می‌باشند که به‌صورت مطمئن، مکرر و تخصیص‌یافته ایجاد می‌شوند. اما این حرکات به‌ندرت دقیقاً با جزئیات حرکتیشان بازتولید می‌شوند. مانند زوایای مفصل هنگام اشاره کردن یا برخاستن از حالت نشسته.

### ترکیب
پیچیدگی هماهنگی حرکتی در عمل برداشتن یک بطری آب و ریختن آن در لیوان قابل مشاهده است. این کار ظاهراً ساده در واقع ترکیبی از کارهای پیچیده‌است که در سطوح مختلف پردازش می‌شوند. این سطوح پردازش عبارت‌اند از:
1. برای در دست گرفتن یک بطری، دستیابی و وضعیت دست باید هماهنگ شود.
2. هنگام بلندکردن بطری، بار و نیروی چسبندگی اعمال‌شده توسط انگشتان نیاز به هماهنگی برای محاسبه وزن، شکنندگی و لغزش لیوان دارد.
3. هنگام ریختن آب از بطری به لیوان فعالیت‌های هر دو دست که یکی در حال نگه داشتن لیوان و دیگری در حال ریختن آب است، نیاز به هماهنگی با یکدیگر دارند.

این هماهنگی همچنین شامل همه فرایندهای هماهنگی چشم و دست می‌باشد. مغز فعالیت‌ها را به عنوان الگوهای فضایی-زمانی تفسیر می‌کند و هنگامی که هر دست یک فعالیت متفاوت را همزمان انجام می‌دهد، هماهنگی دو دستی درگیر شده‌است. بسته به اینکه آیا فرد آب را بنوشد، آن را به شخص دیگری بدهد یا به سادگی آن را روی میز قراردهد، سطوح اضافه سازماندهی لازم می‌باشد.

### مسئله درجه آزادی
مسئله درک هماهنگی حرکتی از افزونگی بیومکانیکی از تعداد زیادی عنصر اسکلتی-عضلانی درگیر ناشی می‌شود. این عناصر متفاوت درجه آزادی‌های زیادی ایجاد می‌کنند که هر فعالیت می‌تواند به دلیل محدوده راه‌های سازماندهی، تبدیل، بسط دادن و ترکیب عضلات مختلف، مفاصل و اندام‌ها در یک وظیفه حرکتی انجام شود.
چندین فرضیه در توضیح چگونگی تعیین یک راه حل خاص توسط سیستم عصبی، از میان مجموعه بزرگی از راه‌حل‌های ممکن که به یک اندازه توانایی انجام وظیفه یا هدف‌های حرکتی را دارند ارائه شده‌است.

## تئوری‌ها

### سینرژی‌های عضلانی
Nikolai Bernstein وجود سینرژیهای عضلانی را به عنوان یک استراتژی عصبی برای ساده‌سازی کنترل درجه آزادی‌های متعدد ارائه می‌کند. یک سینرژی عضلانی به عنوان یک الگو از تعامل عضلات به کار گرفته شده توسط یک سیگنال فرمان عصبی واحد تعیین می‌شود. یک عضله می‌تواند بخشی از سینرژی‌های عضلانی متعدد باشد و یک سینرژی می‌تواند چندین عضله را فعال کند. روش فعلی پیدا کردن سینرژی‌های عضلانی، اندازه‌گیری سیگنال‌های الکترومایوگرافی (EMG) از عضلات درگیر در یک حرکت معین است؛ بنابراین الگوهای خاص از فعالیت عضلات می‌تواند شناسایی شود. آنالیزهای آماری به داده EMG برای تعیین بهترین تعداد سینرژی‌های عضلانی نشاندهنده EMG اصلی اعمال شدند. از سوی دیگر، آنالیزهای انسجام داده EMG می‌تواند برای تعیین اتصال بین عضلات و فرکانس ورودی مشترک استفاده شود. یک تعداد کاهش یافته از عناصر کنترلی (سینرژی‌های عضلانی) ترکیب شده‌اند تا یک پیوستگی از فعالیت عضلانی برای کنترل حرکت روان در طول وظایف مختلف را شکل بدهند. این سینرژی‌ها با هم کار می‌کنند تا حرکاتی مانند راه رفتن یا کنترل تعادل را تولید کنند. مسیریابی یک حرکت، یک اثر روی وظیفه کنترل دارد. یعنی راه رفتن به جلو در مقابل راه رفتن به عقب، هرکدام از سطوح مختلف انقباض عضلات مخالف استفاده می‌کنند. پژوهشگران سیگنال‌های EMG را برای انحراف اعمال شده در جهت‌های متعدد به منظور شناسایی سینرژی‌های عضلانی ای نشان دهنده همه جهت‌ها اندازه‌گیری کردند.
در ابتدا تصور می‌شد که سینرژی‌های عضلانی، کنترل افزونهٔ تعدادی از درجه آزادی‌ها را با محدود کردن حرکات مفاصل یا عضلات مشخص از بین برده‌اند (سینرژی‌های flexion و extension). به هرحال چه این سینرژی‌های عضلانی یک استراتژی عصبی باشند، چه آن‌ها نتیجه انقباضات سینماتیک باشند، مورد بحث قرار گرفته‌اند. اخیراً اصطلاح سینرژی حسی در حمایت از این فرضیه که سینرژی‌های عضلانی استراتژی‌های عصبی برای مدیریت سیستم حسی-حرکتی هستند، مطرح شده‌است.

### فرضیه منیفولد کنترل‌نشده
فرضیه جدیدتر این است که سیستم عصبی مرکزی درجه آزادی‌های بیشتر را حذف نمی‌کند، اما درعوض از آن‌ها برای اطمینان‌حاصل‌کردن از عملکرد منعطف و پایدار وظایف حرکتی استفاده می‌کند.
CNS استفاده از این فراوانی را از سیستم‌های افزونه، به جای محدود کردن آن‌ها مانند فرضیه‌های قبلی ایجاد می‌کند.
فرضیه منیفولد کنترل نشده (UCM) روشی برای کمی سازی سینرژی‌های عضلانی ارائه می‌دهد. این فرضیه، سینرژی را کمی متفاوت از آنچه در بالا گفته شده‌است ارائه می‌دهد. هر سینرژی نشاندهندهٔ یک سازماندهی از متغیرهای عنصری (درجه‌های آزادی) است که یک متغیر عملکردی مهم را پایدار می‌کند. متغیرعنصری، کوچکترین متغیر معقولی است که می‌تواند برای توصیف یک سیستم مطلوب در یک سطح انتخاب‌شده از آنالیز استفاده شود، یک متغیر عملکردی به متغیرهای مهم بالقوهٔ تولیدشده توسط سیستم به عنوان یک کل اشاره می‌کند. برای مثال در وظیفه دست‌یابی چند مفصله، زوایا و موقعیت‌های مفاصل مشخص، متغیرهای عنصری هستند و متغیرهای عملکردی، هماهنگی‌های پایانی دست می‌باشند.
این فرضیه مطرح می‌کند که کنترلر (مغز) در فضای متغیرهای عنصری فعالیت می‌کند (به عنوان مثال چرخش‌های تقسیم شده درحرکات شانه، آرنج و مچ دست) و در فضای منیفولدها انتخاب می‌کند (مثلاً مقادیر زاویه ای را با توجه به موقعیت نهایی انتخاب می‌کند). این فرضیه تاییدمی‌کند که تغییرات همیشه در حرکات انسان نشان داده می‌شود و آن را به دو گونه دسته‌بندی می‌کند: ۱)تغییرپذیری بد و ۲)تغییرپذیری خوب. تغییرپذیری بد روی متغیرهای عملکردی مهم تأثیر می‌گذارد و به خطاهای بزرگ در نتیجه نهایی یک وظیفه حرکتی منجر می‌شود و یک تغییرپذیری خوب، وظیفه عملکردی را بدون تغییر نگه‌می‌دارد و نتیجه موفق را حفظ می‌کند.
یک مثال جالب از تغییرپذیری خوب، در حرکات زبان که مسئول تولید گفتار است مشاهده می‌شود. صدور فرمان سطح سختی برای بدنه زبان، چندین تغییرپذیری ایجاد می‌کند. (درموارد پارامترهای آکوستیک گفتار، مانند باندهای فرکانسی) که به هرحال برای کیفیت گفتار قابل‌توجیه نیستند (حداقل در محدوده معقول از سطوح سختی). یکی از توضیحات ممکن می‌تواند این باشد که مغز فقط برای کاهش تغییرپذیری بد که مانع نتیجه نهایی موردنظر می‌شود کار می‌کند و بنابراین با افزایش تغییرپذیری خوب در دامنه افزونه کار نمی‌کند.

## انواع

### بین‌اندامی
هماهنگی بین‌اندامی به چگونگی هماهنگی حرکات در اندام‌ها مربوط است. J. A. Scott Kelso و همکارانش مطرح کرده‌اند که هماهنگی می‌تواند به عنوان نوسانات متصل، مدل شود، یک فرایند که در HKB(Haken, Kelso, and Bunz)model قابل درک است.
هماهنگی وظایف بین اندامی به شدت به هماهنگی زمانی وابسته است. یک مثال از چنین هماهنگی زمانی در حرکات آزادانه چشم‌ها، دست‌ها و بازوها برای هدایت در هدف حرکتی یکسان قابل مشاهده است. این سیگنال‌های هماهنگی به صورت همزمان به افکتورهایشان فرستاده می‌شوند. در وظایف دودستی (مربوط به هر دو دست) استنتاج شده‌است که بخش‌های عملکردی از دو دست باثبات هماهنگ شده‌اند.
یکی از تئوری‌های بدیهی برای این عملکرد وجود یک طرح هماهنگ است که زمان موردنیاز برای اجرای هر وظیفه جداگانه را محاسبه می‌کند و آن را با استفاده از یک مکانیزم فیدبک هماهنگ می‌کند. چندین ناحیه از مغز برای هماهنگی زمانی اندام‌های موردنیاز برای وظایف دودستی کشف شده‌است و این نواحی شامل premotor cortex (PMC), parietal cortex,
(mesial motor cortices, specifically the supplementary motor area (SMA), cingulate motor cortex (CMC), primary motor cortex (M1 و cerebellum می‌باشد.

### درون اندامی
هماهنگی درون اندامی عبارت است از برنامه‌ریزی مسیر پروازها (ترجکتوری) در مختصات کارتزین که بار محاسباتی و درجه‌های آزادی برای حرکت داده شده را کاهش می‌دهد و اندام‌ها را به‌منظور فعالیت، به‌جای مجموعه‌ای از عضلات و مفاصل به‌یک واحد محدود می‌کند. یک مثال از چنین مفهومی، مدل Flash minimum-jerk است که پارامترهای کنترل‌کننده سیستم عصبی که مسیر فضایی دست می‌باشد را پیش‌بینی می‌کند. مانند end-effector (که به حرکت برنامه‌ریزی‌شده در هماهنگی‌های کارتزین اشاره می‌کند). باقی مطالعات اولیه نشان‌داده‌اند که end-effector از یک الگوی سینماتیک تنظیم شده انحنای حرکت دست برای سرعت پیروی می‌کند و اینکه سیستم عصبی مرکزی به کدنویسی آن اختصاص دادشده‌است. در تقابل با این مدل، مدل فضای مفصل، بدیهی می‌داند که سیستم حرکتی، حرکات را در هماهنگی‌های مفصل برنامه‌ریزی کند. برای این مدل، پارامتر کنترلی موقعیت هر مفصل در حرکت مشارکت می‌کند. استراتژی‌های کنترل برای هدف کنترل هدایت‌شده با توجه به وظیفه اختصاص داده‌شده به افراد متفاوت است که توسط دو آزمایش با شرایط مختلف اثبات شده‌است: ۱) افراد مکان‌نما را در دست برای هدف حرکت می‌دهند و ۲) افراد دست آزادشان را برای هدف حرکت می‌دهند. هرکدام از شرایط مسیرهای پرواز مختلفی را نشان می‌دهد: ۱) مسیر مستقیم و ۲) مسیر منحنی.

### چشم-دست
هماهنگی چشم-دست مربوط به چگونگی هماهنگی حرکات چشم است که بر حرکات دست تأثیر می‌گذارند. یافته‌های معمول، مربوط به نگاه کردن چشم فرد قبل از اینکه دستش شروع به حرکت به طرف آن شی کند می‌باشند.

## یادگیری
Bernstein مطرح کرده‌است که افراد هماهنگی را ابتدا با محدودکردن درجه آزادی‌هایی که استفاده می‌کنند، می‌آموزند. با کنترل فقط یک مجموعه محدود از درجه‌های آزادی، یادگیرنده قادر به ساده‌سازی دینامیکهای قسمت‌های درگیر بدن و محدودکردن گزینه‌های حرکت می‌شود. اولین بار، فرد چندین مهارت به دست می‌آورد. این محدودیت‌ها می‌توانند بدون تنش باشند؛ بنابراین به آن‌ها اجازه استفاده از پتانسیلهای کامل بدنشان را می‌دهد.

## برای مطالعهٔ بیشتر
- Developmental coordination disorder
- Perceptual Control Theory